# María Gabriela Burgos
María Gabriela Burgos (San Salvador de Jujuy, 3 de junio de 1971) es una abogada y política argentina de la Unión Cívica Radical, que se desempeñó como diputada nacional por la provincia de Jujuy entre 2013 y 2021. Actualmente ocupa una banca de diputada en la legislatura de su provincia.

## Biografía
Nació en San Salvador de Jujuy en 1971. Se recibió de abogada en la Universidad del Norte Santo Tomás de Aquino en 2000, formándose como profesora universitaria en la Universidad Católica de Salta en 2002. Desempeñó la docencia y la abogacía en el sector privado.
Entre 2012 y 2013 se desempeñó como subsecretaria de Desarrollo Humano de la municipalidad de San Salvador de Jujuy. En las elecciones legislativas de 2013 fue elegida diputada nacional por la provincia de Jujuy. Fue reelegida en 2017, encabezando la lista del Frente Jujeño Cambiemos, que obtuvo el 51,67% de los votos. Desde 2019 integra el interbloque de Juntos por el Cambio, como parte del bloque de la Unión Cívica Radical (UCR).
Se desempeña como vicepresidenta primera de la comisión bicameral de Monitoreo e Implementación del Código Procesal Penal Federal, como vicepresidenta segunda de la comisión de Discapacidad y secretaria de la comisión de Legislación Penal. Además, integra como vocal las comisiones de Justicia; de Peticiones, Poderes y Reglamento; de Población y Desarrollo Humano; y de Turismo. También presidió la comisión de Legislación Penal e integró el Parlamento Latinoamericano.
Se opuso a la legalización del aborto en Argentina, votando en contra de los dos proyectos de ley de interrupción voluntaria del embarazo que fueron debatidos por el Congreso en 2018 y 2020. Ha adherido a un proyecto de ley para tipificar el acoso sexual en espacios públicos como delito.
En las elecciones provinciales de Jujuy de 2021, fue elegida legisladora provincial por el Frente Cambia Jujuy.
En el ámbito partidario, fue vocal del comité de la UCR en la provincia de Jujuy y, desde 2019, es vicepresidenta del mismo.
En el mes de Diciembre del año 2023  fue designada para ocupar el cargo de defensora General del Ministerio Público de la Defensa de la provincia de Jujuy, función que desempeña en la actualidad.